# Tommaso Lequio di Assaba
Tommaso Lequio di Assaba (* 21. Oktober 1893 in Cuneo; † 17. Dezember 1965 in Rom) war ein italienischer Springreiter und Offizier.
Mit seinem Pferd Trebecco errang er bei den Olympischen Spielen 1920 in Antwerpen die Goldmedaille in der Einzelwertung. Bei den Olympischen Spielen 1924 in Amsterdam gewann er ebenfalls mit Trebecco Silber im Einzel. Gleichzeitig gewann er auf Torena zusammen mit der italienischen Mannschaft Bronze in der Vielseitigkeit.
Lequio di Assaba war Kavallerieoffizier. Als solcher nahm er an Kolonialkriegen in Afrika und an beiden Weltkriegen teil, zuletzt als Kommandeur des Regiments Cavalleggeri di Lodi in Nordafrika. In der Nachkriegszeit befehligte er die Panzerbrigade Ariete. Von 1960 bis zu seinem Tod war General Tommaso Lequio di Assaba Präsident der FISE (Federazione Italiana Sport Equestri).